# Elena Coletti
Elena Coletti (Terni, 22 giugno 1993) è una canottiera italiana.
Come apice della propria carriera sportiva, ha ottenuto una medaglie di bronzo nel 2012 ai mondiali di canottaggio a Plovdiv nel quattro di coppia pesi leggeri.

## Palmarès
| Anno | Manifestazione | Sede    | Evento                         | Risultato | Note |
| ---- | -------------- | ------- | ------------------------------ | --------- | ---- |
| 2012 | Mondiali       | Plovdiv | Quattro di coppia pesi leggeri | Bronzo    |      |